# Przestrzeń Blocha
Przestrzeń Blocha – przestrzeń funkcji holomorficznych {\displaystyle f,} określonych na otwartym kole jednostkowym {\displaystyle \mathbb {D} } płaszczyzny zespolonej takim, że funkcja
{\displaystyle (1-|z|^{2})|f'(z)|}
jest ograniczona. Badał je francuski matematyk André Bloch.